# Église Saint-Martin de Caours
Pour les articles homonymes, voir Église Saint-Martin.
L'église Saint-Martin de Caours est située sur le territoire de la commune de Caours, dans le département de la Somme, à une dizaine de kilomètres au nord d'Abbeville.

## Historique

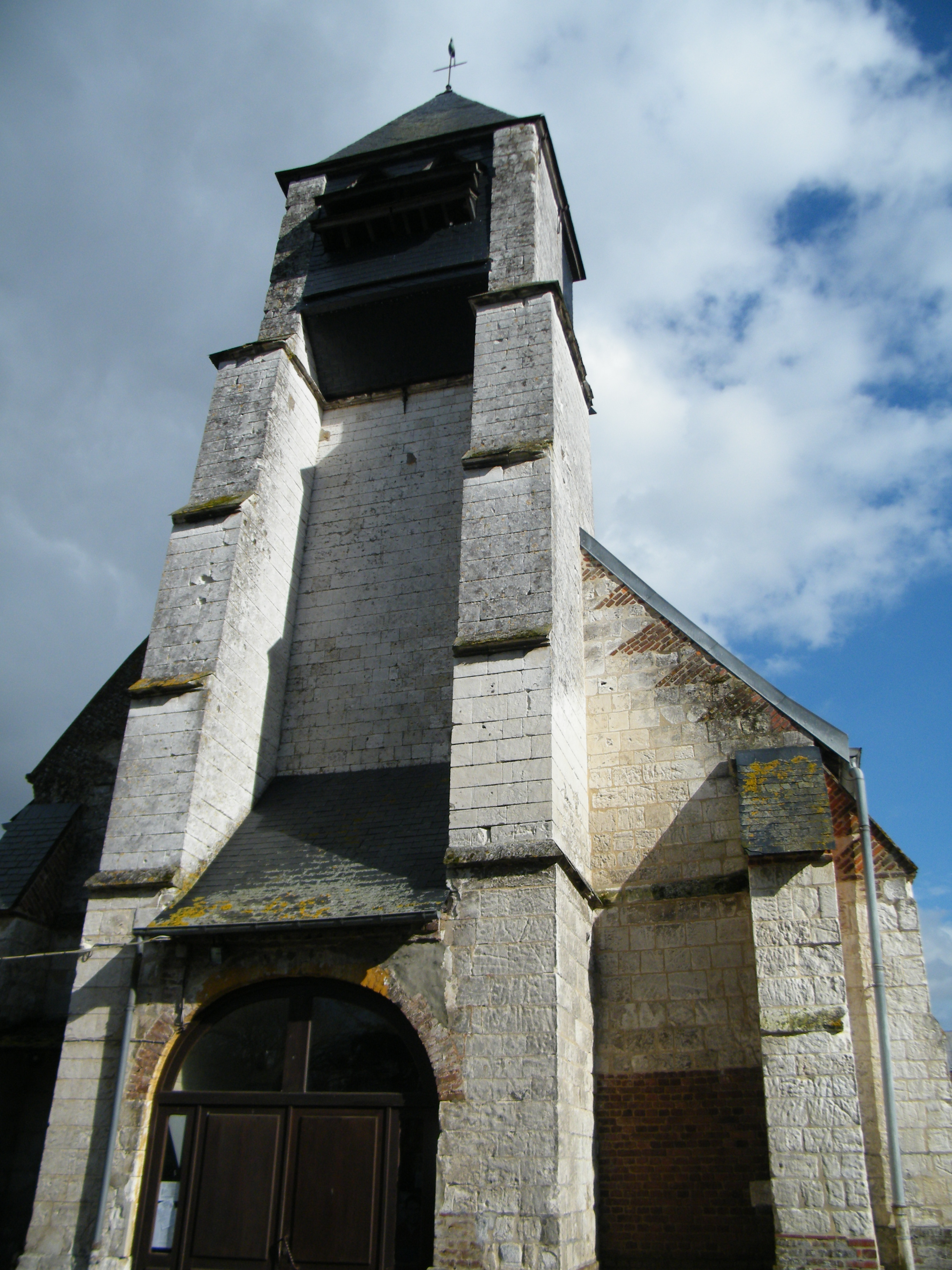

L'église Saint-Martin de Caours a été construite en 1763, en pierre. Elle a été restaurée dans les années 1990 ce qui a permis de mettre au jour des inscriptions sur le côté droit du chœur.
Le presbytère mitoyen date de 1844.

## Caractéristiques
L'église Saint-Martin a été construite en pierre avec le chœur plus élevé que la nef, terminé par une abside à trois pans. Un clocher-porche domine la façade d'une très grande sobriété.7